# Dracula 3D

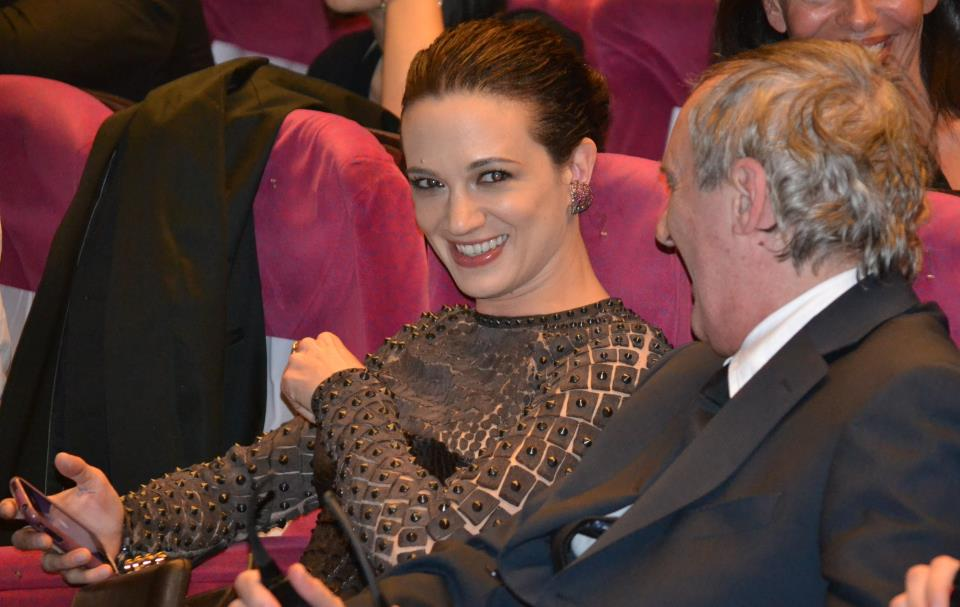
Dario Argento e la figlia Asia al Festival di Cannes 2012 per la proiezione del film

Dracula 3D (conosciuto anche come Dracula di Dario Argento e Argento's Dracula 3D) è un film del 2012 diretto da Dario Argento. Libera trasposizione cinematografica del celebre romanzo di Bram Stoker, è il primo film in 3D diretto dal regista italiano.

## Trama
1800. Transilvania. Una ragazza di nome Tanja che vive nel villaggio di Passburg esce di nascosto la notte di Valpurga per incontrare Miloš, suo giovane amante. Dopo aver fatto l'amore in un fienile in mezzo al bosco, Miloš rifiuta di accompagnare Tanya a Passburg per paura di essere scoperto dalla moglie. Tanya in preda all'ira restituisce in regalo a Miloš una croce d'argento.
Durante il tragitto ai limiti del bosco, la donna si accorge di essere seguita da una presenza, mettendosi a correre per cercare di sfuggirgli inciampa e cade. 
Ad assistere alla scena vi è un uomo di nome Zoran "L'imbalsamatore" che imbraccia un fucile come a voler cercare di aiutare la giovane in difficoltà, un enorme rapace, afferrata la giovane, si trasforma subito dopo in un uomo, rivelando essere il conte Dracula.
Il vampiro affonda i suoi canini sul collo della donna, facendola diventare anch'essa una creatura della notte.
Zoran intanto abbassa il fucile e sorride, facendo intendere di essere in combutta con il Conte. Il giorno seguente fa il suo arrivo al villaggio il giovane Jonathan Harker che, incaricato di portarsi presso il castello del Conte Dracula al fine di redigere l'inventario della sua libreria personale, pernotta in una locanda. 
Qui si trovano anche Miloš e un suo amico che, consci della "non-morte" della giovane Tanya, decidono di comune accordo con l'autorità di polizia locale di riesumare la salma e porre definitivamente fine alla "neo vampira".
Nel farlo, i tre vengono aggrediti dal folle Renfield, segretamente innamorato della giovane Tanya, che incolpa Miloš della morte della ragazza. L'uomo lo uccide. Per fortuna il tenente riesce a metterlo a terra e ad ammanettarlo. Si accorgono alla fine della colluttazione che intanto il cadavere di Tanya è sparito e quindi che la trasformazione è ormai già avvenuta. Renfield viene internato presso il carcere locale. Intanto Jonathan si reca a casa di Lucy, cugina di sua moglie Mina, che lo raggiungerà lì il giorno dopo.  Appena arrivato al castello del conte, Jonathan fa subito la conoscenza di Dracula e di sua nipote Tanya. Mentre l'uomo cataloga i libri trova un volume che parla di storie e leggende tra cui quella del conte Dracula, un mercenario, messosi in difesa dei cristiani contro i Turchi dopo la caduta di Costantinopoli, che per vivere in eterno e rimanere per sempre giovane aveva venduto la sua anima al diavolo diventando un vampiro, ovvero un essere che per vivere si nutre di sangue umano.
Presto Tanya seduce l'uomo e tenta di succhiargli il sangue, essendo diventata anche lei un vampiro. Subito dopo però Dracula la scansa dicendole che Jonathan gli appartiene, e lo vampirizza. Successivamente il conte libera Renfield che trova riparo nel suo castello come fedele seguace da vivo. Quando Mina arriva alla stazione non trova il marito ad accoglierla, ma Lucy la tranquillizza e la invita con insistenza ad andare al castello di Dracula, per trovare Jonathan. Il giorno dopo Mina si reca al castello; arrivata a un bivio in pieno giorno viene attaccata da un branco di lupi. Mina cade da cavallo e sviene, un altro enorme lupo si fa avanti e li manda via: è il conte Dracula. Mina si risveglia nel castello, dove Dracula la informa di aver mandato il marito in città per qualche giorno. Dracula tenta di sedurre Mina, ma lei resiste e torna al villaggio dove trova Lucy morta; la notte precedente Dracula, dopo averla sedotta, l'aveva vampirizzata. Durante una riunione di alcuni abitanti del paese, Dracula scopre che essi vogliono rompere il patto con lui siglato per riprendere la loro libertà e compie una strage dove sopravvive solo Zoran (uno dei suoi servitori, e lo stesso uomo col fucile la notte nella quale Tanya è stata vampirizzata). Il patto prevedeva che il conte non avrebbe nuociuto troppo al villaggio e ai suoi abitanti se in cambio ogni tanto avesse potuto rigenerarsi succhiando il sangue a giovani fanciulle.
Il sacerdote del paese, dopo qualche reticenza, dice a Mina che l'unico che può risolvere questa situazione è il dottor Abraham Van Helsing, vecchio cacciatore di vampiri e da anni sulle tracce di Dracula. Arrivato al villaggio, Van Helsing inizia la sua caccia a Dracula uccidendo per prima Lucy nella cripta sotto il cimitero di Passburg, ormai diventata una vampira, sotto lo sguardo attonito di Mina. Van Helsing, a questo punto, svela a Mina la vera natura di Dracula, e che lui l'aveva incontrato per la prima volta anni addietro nel manicomio di Carfax, dove era direttore, rendendosi conto che i vampiri esistono realmente. Van Helsing raccomanda a Mina di non uscire di casa e proprio quella notte il cacciatore di vampiri viene attaccato da Tanya, che viene uccisa impalata da un crocifisso, mentre Dracula, assumendo le sembianze di una mantide religiosa gigante, uccide il padre di Lucy, il signor Andrej Kisslinger sindaco di Passburg, e rapisce Mina. Van Helsing entra in una fucina, dove fabbrica delle pallottole d'argento cave riempite con succo d'aglio, un trucco che aveva messo a punto come cacciatore di vampiri, Zoran lo intercetta e cerca di fermare Van Helsing ma ha la peggio. Aiutato dal sacerdote del villaggio, Van Helsing entra nel castello di Dracula dove trova anche Jonathan Harker, il quale ormai è completamente vampirizzato; il cacciatore di vampiri non può fare altro che ucciderlo. Nel frattempo, Renfield uccide il sacerdote ma viene a sua volta fatto fuori da Van Helsing.
Intanto, nel bosco, presso la tomba della sua sposa Dolinger De Gratz, il conte Dracula confessa a Mina che lei, in realtà, è la reincarnazione della sua amata, morta quattrocento anni prima, e che per questo aveva chiamato Jonathan al suo castello, con la scusa di un lavoro, e sedotto Lucy, in modo da attirare Mina verso di lui. Mentre tenta di vampirizzare Mina per renderla sua compagna per l'eternità, arriva Van Helsing armato di pistola. Durante la colluttazione che ne segue, Van Helsing perde l'arma e Dracula sembra sopraffarlo, ma Mina raccoglie la pistola da terra e fa fuoco, colpendo il vampiro al cuore l'aglio delle pallottole lo polverizza. Mentre lei e il vecchio cacciatore di vampiri si allontanano, le ceneri di Dracula, invece di disperdersi, si alzano da terra, formando una nube scura con il volto di un lupo minaccioso; se Dracula sia sopravvissuto non viene rivelato.

## Produzione
Il film è stato interamente girato con sistema stereoscopico di ultima generazione fra giugno e agosto 2011 tra Budapest, Torino,  nel Ricetto di Candelo vicino a Biella e nel castello di Montalto Dora, interamente in inglese. Dracula 3D è la quinta pellicola in cui Dario Argento dirige sua figlia, Asia Argento. La produzione ha avuto a disposizione un budget di 7 milioni di euro, di cui 300 000 € pubblici, stanziati dalla Regione Lazio e dalla Regione Piemonte, le quali hanno quindi patrocinato il progetto. Il film è stato riconosciuto come di interesse culturale nazionale dalla Direzione Generale per il Cinema del Ministero per i beni e le attività culturali.

## Promozione
Nell'estate 2011 sono stati diffusi due teaser trailer ufficiali integrati dalle immagini del backstage. Nel dicembre dello stesso anno è stato diffuso un video promozionale, una sorta di teaser, ma non ufficiale: le immagini infatti presentavano la scritta sovraimpressa visual effects work in progress. Nel maggio del 2012 il film partecipa fuori concorso al Festival di Cannes e per l'occasione viene montato un bande-announce, anch'esso non bene accolto. A ottobre vengono diffusi due teaser trailer per la distribuzione italiana del film, prevista il 22 novembre 2012 a cura della Bolero Film.

## Distribuzione

### Cinema
Il film è uscito in Spagna il 9 novembre 2012, mentre nelle sale italiane è stato distribuito il 22 novembre. In Argentina si è dovuto attendere il 9 agosto 2013.

### Home video
Dal 27 marzo 2013 il film è disponibile in DVD, Blu ray e Blu ray 3D.

## Accoglienza

### Incassi
Uscito in circa 200 sale italiane il 22 novembre 2012, il primo giorno di programmazione Dracula 3D incassa solamente 18 000 €. Al 28 novembre, il film ha incassato appena 274 000 €. La somma degli incassi totali italiani e degli incassi totali spagnoli sfiora i 500 000€, a fronte di un budget di 7 milioni di euro, tra cui 300 000 € pubblici, la pellicola è stata quindi un flop commerciale.

### Critica
Il film è stato accolto molto negativamente dalla critica. Il sito Rotten Tomatoes riporta una percentuale di gradimento del 14%, sulla base di 28 recensioni, con un voto di 3,36/10. Sul sito Metacritic, il film ha ottenuto un punteggio pari a 23/100.